# Chirotica decorata
Chirotica decorata là một loài tò vò trong họ Ichneumonidae.